# Ray LaHood
Raymond H. (Ray) LaHood (Peoria (Illinois), 6 december 1945) was van 2009 tot 2013 de Amerikaanse minister van Transport en voormalig lid van het Huis van Afgevaardigden. Op 19 december 2008 maakte president Barack Obama bekend dat hij LaHood nomineerde om de volgende Amerikaanse minister van transport te worden. Zijn hoorzitting was gepland op 14 januari 2009 in de Amerikaanse Senaatscommissie voor Handel, Wetenschap en Transport maar zijn hoorzitting werd uitgesteld naar 21 januari, waarop hij werd bevestigd als minister van transport door middel van acclamatie.

## Huis van Afgevaardigden
In het Huis van Afgevaardigden stond LaHood bekend als een van de meer progressieve Republikeinen. Hij zette zich in voor samenwerking tussen partijen. Ook durfde hij afstand te nemen van zijn eigen partij. Zo stemde LaHood in 2005 tegen de Patriot Act. Hij schaarde zich achter de kandidatuur van John McCain voor het presidentschap, maar bekritiseerde de toon die vicepresidentskandidaat Sarah Palin aansloeg in de campagne
Als Afgevaardigde zette LaHood zich ook in om de nagedachtenis van Abraham Lincoln te bewaren. Hij heeft zich sterk ingezet voor de komst van de Abraham Lincoln Presidential Library and Museum in Springfield, Illinois.

## Minister van Transport
Tijdens zijn periode als minister van Transport heeft LaHood zich ingezet voor het recht van vliegtuigpassagiers tot sanitaire faciliteiten, eten en drinken. Ook was hij een groot voorstander van het gebruik en de aanleg van hogesnelheidslijnen. LaHood heeft laten weten geen tweede termijn als minister te ambiëren.

## Familie
Samen met zijn vrouw Kathy heeft LaHood vier kinderen. Een zoon is lid van de Senaat van de staat Illinois. Een andere zoon was in 2012 in het nieuw omdat hij anderhalve maand in Egypte werd vastgehouden. Hij was waarnemer bij de verkiezingen, waarbij zijn organisatie geld uitgegeven. Volgens de Egyptische autoriteiten had zij daarvoor geen toestemming. Pas nadat de Amerikaanse overheid dreigde om haar financiële steun aan Egypte op te schorten lieten zij hem gaan.